# Berend Kordes
Berend Kordes (* 27. Oktober 1762 in Lübeck; † 5. Februar 1823 in Kiel) war ein deutscher Bibliothekar.

## Leben
Berend Kordes war der Sohn eines Lübecker Kaufmannes und besuchte das Katharineum zu Lübeck. Er studierte ab 1783 Philologie und Theologie an der Universität Kiel und ab 1785 an der Universität Leipzig, an der er mit dem Magister abschloss. Er habilitierte sich 1787 an der Universität Jena und las dort als Privatdozent. 1789 zog er nach Kiel um. Er war zunächst Hauslehrer bei dem Kirchenrat und Theologieprofessor Samuel Gottfried Geyser und hielt als Privatdozent Vorlesungen an der Universität. 1792 wurde er in Kiel zum außerordentlichen Professor und Unterbibliothekar der Universitätsbibliothek Kiel ernannt. 1810 war er alleiniger Bibliothekar dieser Bibliothek.

## Veröffentlichungen (Auswahl)
- Observationum in Jonae oracula specimen ratione potissimum habita versionis Alexandrinae fragmentorumque hexaplarium, Litteris Goepferdtianis, Jena 1788 Digitalisat
- Lexikon der jetzt lebenden Schleswig-Holsteinischen und Eutinischen Schriftsteller. Johann Gottlob Röhss, Schleswig 1797 Digitalisat
- Johann Agricola's aus Eisleben Schriften moeglichst vollstaendig verzeichnet, J. F. Hammerich, Altona 1817 Digitalisat